# Küknosz (Arész fia)

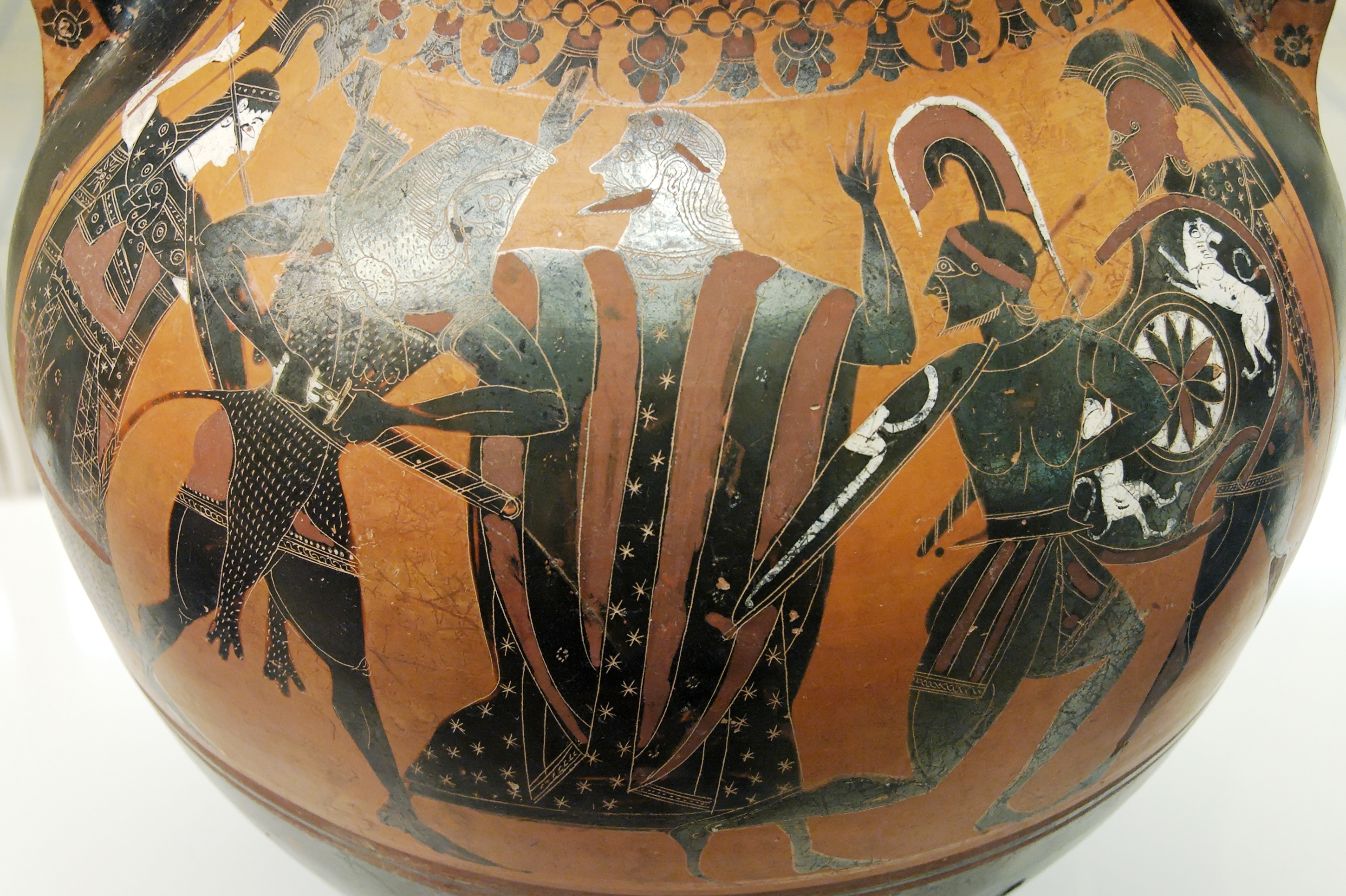
Héraklész és Küknosz küzdelme

Küknosz (görög betűkkel Κύκνος, a név jelentése „hattyú”) Arész és Püréné (vagy Pelopeia) fia, a makedóniai Amphanai királya.
Küknosz örökölte apja vad természetét és tisztelte is apját, azért templomot akart Arésznak építeni. Ezt azonban az öldöklés istenéhez méltó módon kívánta tenni: csontokból építette. A csontok a delphoi Apollón-jósdába igyekvő vándorok csontjai voltak, akiket Küknosz útonállóként gyilkolt le. Apollón nem nézhette tétlenül, hogy legfontosabb kultuszhelye elnéptelenedik, ezért Héraklészt bízta meg Küknosz megölésével.
Az Arész-templom már csaknem készen volt, amikor Héraklész kihívta Küknoszt egy párbajra az Ekhedórosz folyóhoz. Küknosz elfogadta a kihívást és Héraklész csontjaival kívánta befejezni templomát. A párbaj közben Arész beavatkozott, de Pallasz Athéné megállította őt, és azt mondta, meg kell hallgatni a Moirákat Küknosz sorsát illetően. Miután a Moirák közölték Arésszal Küknosz sorsát – aki először sebesül meg, az veszít –, Arész dühösen ment vissza a csatatérre, de Athéné ismét megakadályozta, hogy beavatkozzon. Miután Héraklész megsebesítette Küknoszt, Arész sorsára hagyja. Héraklész megölte Küknoszt, Arész temploma sosem épült fel és Delphoi útjai felszabadultak.
Hésziodosz kissé másképp írta le a történetet, szerinte Alkméné legelőit rabolta ki Küknosz, ezért vette fel a harcot Héraklész. Apollodórosznál a harcba Zeusz is beavatkozik villámaival. Ebben a változatban Küknosz hívta ki Héraklészt, amikor Itónosz környékén járt. Arész vezette a küzdelmet, de amikor fiának akart kedvezni, akkor csapott le Zeusz villáma. Az V, 11. szerint ekkor a küzdelem félbeszakadt és nem is folytatódott többet, a VII, 7. szerint viszont Héraklész megölte Küknoszt.